# Kerstin Hansson
Kerstin Hansson (* 18. März 1969) ist eine schwedische Schauspielerin.

## Leben
Kerstin Hansson wirkte unter anderem in dem Film Madita (Madickchen) mit, in der sie die Rolle Mia verkörperte. Hansson lebt mit ihrem Mann und ihren zwei Kindern in der Nähe von Stockholm.

## Filmografie
- 1979: Madita (Madicken) (Fernsehserie)
- 1979: Madita (Du är inte klok, Madicken)
- 1980: Madita und Pim (Madicken på Junibacken)